# Zihuatanejo
Zihuatanejo ist eine ca. 75.000 Einwohner zählende Hafenstadt im Bundesstaat Guerrero an der Pazifikküste Mexikos. Sie gehört zum Municipio Zihuatanejo de Azueta, dessen Verwaltungssitz sie ist. Zihuatanejo wurde im Jahr 2023 als Pueblo Mágico anerkannt.

## Name
Es existieren zwei Theorien zur Herkunft des Namens Zihuatanejo. Abgeleitet aus der Sprache der Purépecha wären die Wortstämme itzi (Wasser), huata (Hügel) und nejo (Gelb) also "Wasser des gelben Hügels". Auf Nahuatl, das in der Region ebenfalls verbreitet war, kann der Ursprung des Namens in den Worten cihuatl (Frau), tzintli (klein) und co (Ort) liegen, also "Ort der kleinen Frauen". Die zweite Theorie spricht offensichtlich für eine matriarchalische Gesellschaftsform, eindeutige Belege hierfür gibt es nicht.

## Lage und Klima
Zihuatanejo liegt an einer geschützten Pazifikbucht. Unmittelbar nordwestlich angrenzend liegt Ixtapa Zihuatanejo (meist nur Ixtapa), ein modernes (und hochpreisiges) Ferienresort, das in den späten 1970er Jahren entstanden und heute eins der wichtigsten mexikanischen Ziele für den internationalen Tourismus ist. Die Hauptstadt des Bundesstaats Guerrero, Chilpancingo, liegt etwa 320 km (Fahrtstrecke) östlich; Mexiko-Stadt ist ca. 510 km in nordöstlicher Richtung entfernt. Das Klima ist meist warm; der reichliche Regen (ca. 1100 mm/Jahr) fällt überwiegend im Sommerhalbjahr.

## Bevölkerungsentwicklung
| Jahr      | 2000   | 2020   |
| Einwohner | 56.598 | 70.760 |

Noch im Jahr 1960 hatte Zihuatanejo nur etwa 1500 Einwohner; zwanzig Jahre später waren es knapp 7000. In den 1980er Jahren kam es dann, auch bedingt durch die zunehmende Popularität Ixtapas, zu einem Boom, der sich in einem Bevölkerungszuwachs auf gut 45.000 Einwohner in den 1990er Jahren widerspiegelte.

## Wirtschaft
Der einstige Fischerort war in den 1920er Jahren ein bedeutender Exporthafen für Holz (madera). Seit den 1960er Jahren hat er sich zu einem beliebten Ferienort entwickelt. Es gibt einen Busbahnhof und den Flughafen Ixtapa-Zihuatanejo.

## Geschichte
Die erste urkundliche Erwähnung Zihuatanejos erfolgte in der Matrícula de Tributos von 1540. Mit der Ankunft der spanischen Konquistadoren wurde die Bucht der Ansiedlung als Hafen zu einem wichtigen Ausgangspunkt für Seeexpeditionen zur Erkundung der Küste. Im 16. und 17. Jahrhundert landeten englische Piraten wiederholt an der Küste. Im Mexikanischen Unabhängigkeitskrieg wurde Zihuatanejo ab dem Jahr 1811 von José María Morelos als Hafen zur Verteilung von Gütern und Soldaten genutzt.

## Sehenswürdigkeiten
Hauptattraktionen von Zihuataneja bzw. von Ixtapa sind die Strände.

## Städtepartnerschaften
Zu Palm Desert im US-Bundesstaat Kalifornien unterhält Zihuatanejo eine Städtepartnerschaft.

## Trivia
In Stephen Kings Novelle Frühlingserwachen: Pin-up sowie der Verfilmung Die Verurteilten verabreden sich die beiden Hauptfiguren nach geglückter Flucht bzw. Entlassung aus einem US-amerikanischen Gefängnis in Zihuatanejo, einem „kleinen, fast unbekannten Dorf“.